# Paruima
Paruima est un village indigène des Pemóns situé dans le Cuyuni-Mazaruni au Guyana, à la frontière avec le Venezuela, fondé par un missionnaire adventiste dans les années 1930.

## Histoire
Lorsqu'en 1930 le révérend A.W. Cott de l'Église adventiste du septième jour est expulsé du Venezuela, il décide de s'établir au Guyana avec des collègues missionnaires et des Pemóns convertis.

## Urbanisme
Paruima possède un centre de santé et une école primaire, qui est détruite lors de la crue de la rivière en 2017 et reconstruite en 2019. L'accès principal se fait par voie aérienne via l'aéroport de Paruima (en).

## Politique
Le toshao (chef du village) depuis 2017 est Lee Williams, qui a également été élu à l'Assemblée nationale en 2020.

## Nature

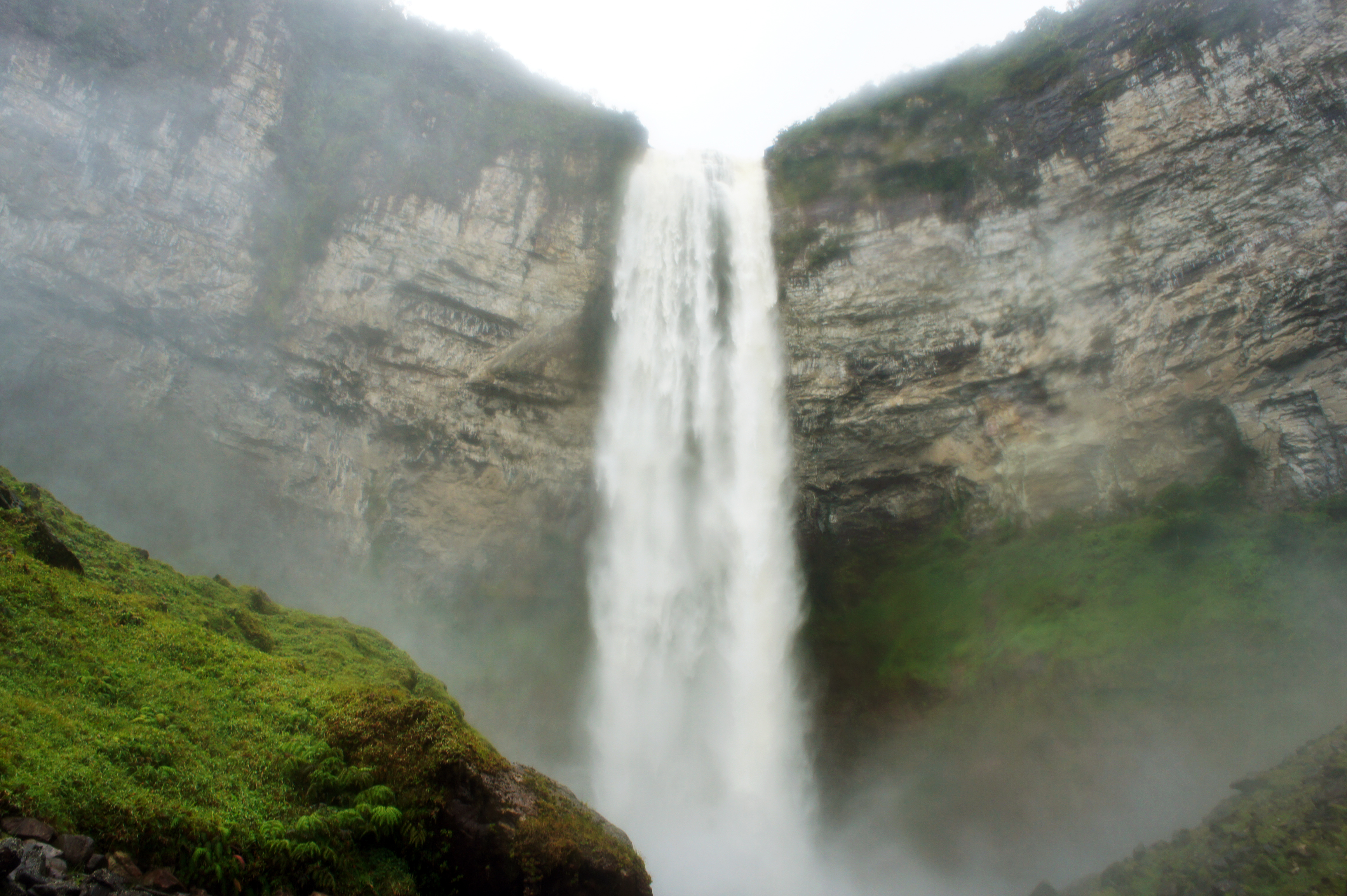
Les chutes du roi George.

Les chutes du roi George VI (en), ou chutes d'Oshi, qui font partie des plus hautes chutes d'eau du Guyana, sont situées à deux jours de marche du village,.
En janvier 2021, une nouvelle espèce d'orchidée trouvée sur les tepuys du plateau des Guyanes est identifiée et décrite par Eric Hágsater, un botaniste mexicain, et Mateusz Wrazidlo, un explorateur silésien. Wrazidlo laisse la famille de son guide de Paruima nommer la plante, elle opte pour « katarun yariku » (mots pemons pour « haute fleur ») et l'orchidée a été officiellement nommée Epidendrum katarun-yariku.